# Зінов'єв Григорій Овсійович
Григорій Овсійович Зінов'єв, справжнє ім'я — Овсій-Гершен (Євсей-Гершон, Гірш, Герш) Ааронович Радомисльський (по матері — Апфельбаум); (нар. 11 (23) вересня 1883, Єлисаветград, Херсонська губернія, Російська імперія  — 25 серпня 1936, Москва) — радянський партійний діяч українського єврейського походження.

## Життєпис

### Ранні роки
Народився у Єлисаветграді (нині Кропивницький, з 1924 по 1934 рік місто носило його ім'я — Зінов'євськ) у єврейській родині власника молочної ферми Аарона Радомисльського. Він отримав домашню освіту, що дозволила йому ще у підлітковому віці підпрацьовувати репетитором. Сучасник Зінов'єва та помічник Сталіна Борис Бажанов згадував його як «людину розумну та культурну». Він вивчав філософію, літературу, історію, цікавився політикою. Ще з молодості тісно спілкувався з представниками революційних рухів, а уже у вісімнадцятирічному віці у 1901 році почав свою політичну кар'єру, вступивши до лав РСДРП та взяв собі партійний псевдонім «Григорій».

### Початок ХХ ст.
У 1899—1901 роках брав участь у напівлегальних робітничих організаціях та гуртках, страйккомах. Коли Зінов'єв брав участь в організації страйків робочих у Новоросійську, ним зацікавились Охоронні відділення, що, врешті, змусило його тікати закордон. Він жив у Берліні, згодом у Парижі, Лондоні, Берні, де 1903 року познайомився з В. Леніним та став одним з його найближчих соратників. Коли влітку 1903 року у Лондоні відбувся ІІ з'їзд РСДРП, він став членом більшовицької фракції партії та був одним з найбільш впливових більшовиків, брав участь у роботі більшовицького щотижневика «Вперед!». Невдовзі він повернувся на батьківщину та займався пропагандистською діяльністю на території України, але через хворобу серця був змушений знову поїхати у Швейцарію. 1904 року вступив до Бернського університету на хімічний факультет, проте через рік перервав навчання, аби повернутися до Російської імперії та долучитися до революційних подій 1905 року. Був обраний членом петербурзького комітету РСДРП у 1906. Проводив агітацію серед петербурзьких робітників та моряків Кронштадту. У 1907 на V з'їзді РСДРП був обраний до ЦК партії. Пізніше за ініціативою Леніна було створено Закордонне бюро ЦК, головуючим якого було призначено Зінов'єва і з цього моменту він керував усією діяльністю партії закордоном та був відповідальним за підтримання зв'язку з російською її частиною, а також став представляти Леніна у соціалістичних організаціях Європи. Невдовзі знову ненадовго повернувся до Росії, де був задіяний у публікації нелегальної газети «Социал-демократ». Однак на батьківщині у 1908 році його арештовують, в ув'язненні у нього загострюється хвороба, тож по трьох місяцях арешту адвокат Зінов'єва домігся його звільнення під наглядом поліції. Скориставшись цим, Зінов'єв знову тікає закордон, емігруючи з Леніним до Австро-Угорщини. Перебуваючи в еміграції, у Женеві Зінов'єв познайомився з професійною революціонеркою Саррою Равіч, яка стала його першою дружиною. Шлюб протривав до 1912 року, коли пара розлучилась. Згодом одружився знову на революціонерці Златі Ліліній, з якою у Зінов'єва у 1913 році народився син Стефан. Пізніше після смерті другої дружини Зінов'єв одружився втретє на Євгенії Ласман, яку пізніше неодноразово арештовували та яка 20 років провела в ув'язненні.
В еміграції Зінов'єв ще більше зблизився з Леніним, став його близьким другом. Підтримав Леніна у боротьбі проти інших течій в РСДРП — «ліквідаторів» (тих, які вважали, що після поразки революції 1905 необхідно було припинити будь-яку нелегальну діяльність) та «відзовників» (котрі вважали за необхідне відкликати членів РСДРП з легальних організацій). Їхня близька дружба протривала аж до самої смерті Леніна у 1924 році.
Так пригадував події після революції 1905 року сам Зінов'єв:
|  | В 1906-1907 роках уся боротьба між більшовиками та меншовиками стосувалась наступної суперечки. Меншовики говорили: «Ми розбиті. Наша справа програна. Тепер нам лишається лише влаштувати якусь легальну соціал-демократичну партію, як у Німеччині та інших країнах. Революції більше не буде. Столипінська Росія виграла у нас не на місяць, а на багато років.» Більшовики стояли ж на іншій позиції: «Так, - заперечували вони, - ми переживаємо тяжку кризу, але революція не закінчена. Пройде рік, два, і вона знову настане. Наша справа – використати час контрреволюції, період затишшя, що зараз настане – на навчання, на формування нашої партії, на гуртування наших лав, на залучення до нас сміливих та мужніх робітників, що здатні під ударами царського самодержавства підготуватися до другої революції, яка є неминучою |

### 1917
На момент початку Лютневої революції Зінов'єв, як і Ленін все ще перебували в еміграції. 3 квітня 1917 року разом з Леніним та іншими революціонерами повернувся до Росії у «пломбованому вагоні». Діставшись до Петрограда, увійшов до редакції газети «Правда», де пропагував ленінську ідею переформатування буржуазно-демократичної революції у соціалістичну шляхом мирної передачі влади Радам солдатських та робітничих депутатів. У Петрограді через липневі протести робочих, що вимагали відставки Тимчасового уряду, влада почала кампанію проти більшовиків, що змусило Леніна та Зінов'єва знову тікати. Вони переховувались у шалаші на березі озера Розлив. Партійна кар'єра Зінов'єва йшла вгору, у партії він був другою людиною після Леніна. Однак, у жовтні їхні погляди розійшлись — Зінов'єв разом із соратником Львом Каменєвим не підтримали ідею Леніна щодо збройного захоплення влади Тимчасового уряду, вважаючи його несвоєчасним. Більше того, Каменєв та Зінов'єв опублікували свою позицію у меншовицькій газеті «Новая жизнь», цим самим викривши уряду наміри більшовиків. Ленін поставився до такого кроку як до зради, тож постало питання про виключення Зінов'єва і Каменєва з партії, однак обійшлось лише забороною на виступи від імені ЦК партії.
Другий розкол у партії відбувся уже після початку озброєного повстання більшовиків та есерів, 25 жовтня, коли профспілка залізничників Вікжель (Всеросійський виконавчий комітет залізничної профспілки) висунула вимоги щодо формування однорідного соціалістичного уряду, але без залучення революційних лідерів Леніна та Троцького. Каменєв та Зінов'єв готувались до переговорів з бунтівною профспілкою, вважаючи важливим врахувати інтереси страйкуючих та виконати їхні вимоги, однак Ленін та Троцький, дізнавшись про їхні плани, домоглись скасування таких перемовин. Натомість 4 листопада Зіновє'в та кілька його соратників заявили про вихід з ЦК, за що Ленін назвав їх «дезертирами».
Тим не менш, ці події не завадили Зінов'єву повернутися до роботи в партії і вже в грудні 1917 року він став головуючим Петроградської Ради та керував обороною міста під час наступу білих під керівництвом Миколи Юденича.

### Після 1917

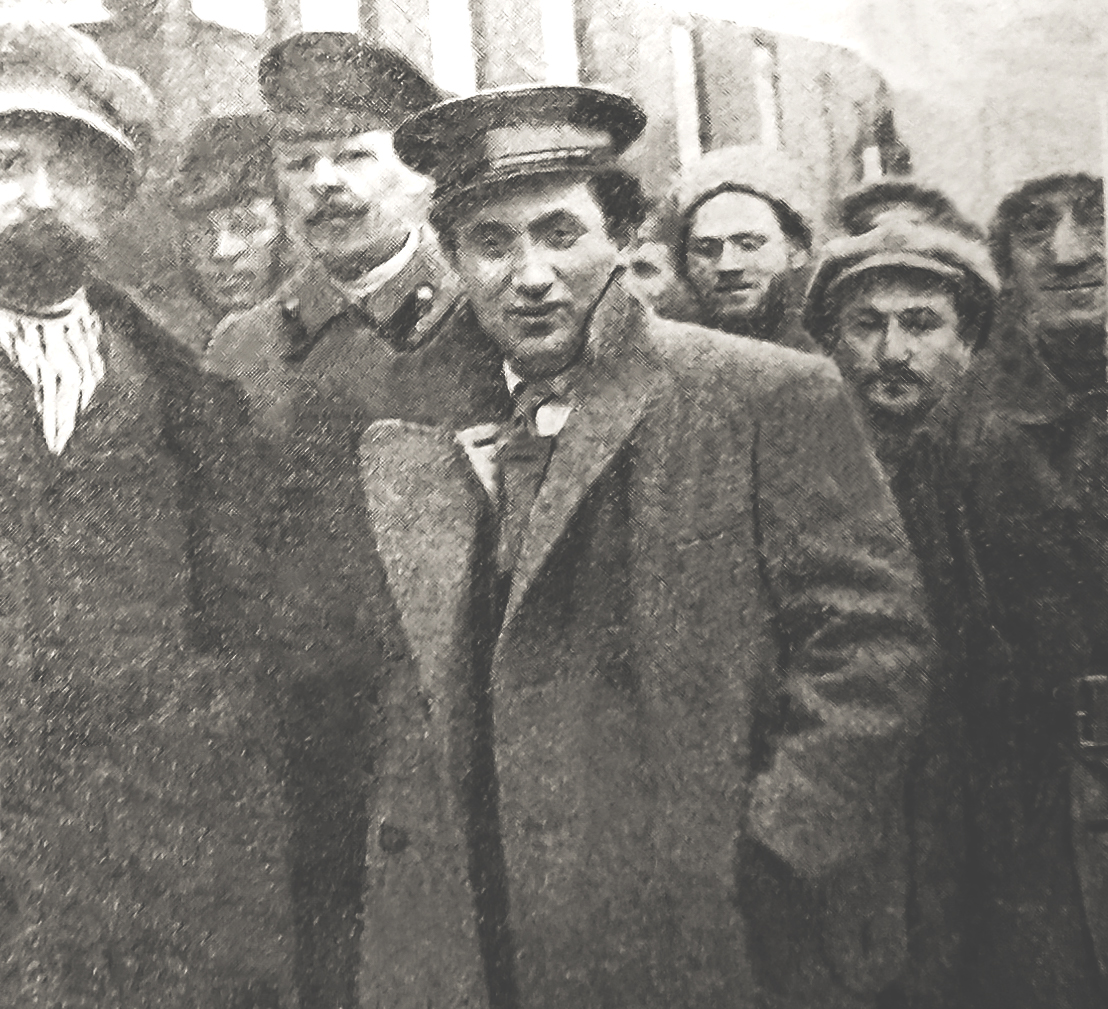
Григорій Зінов'єв на посаді голови Петроградської Ради, 1918

Згодом Зінов'єву вдалося повернути довіру Леніна. Уже в березні 1918 він був знову прийнятий до лав ЦК. 10 жовтня 1919 року його було обрано до складу Політбюро. Від 1919 до 1926 року — голова Виконкому Комінтерну. Цю посаду він втратив лише під час конфлікту зі Сталіним. Ще перебуваючи на посаді «вождя Комінтерну» Зінов'єв підтримав політику «червоного терору» та репресії щодо петроградської інтелігенції та «колишніх», в тому числі проти Миколи Гумільова.
На посаді члена Політбюро Зінов'єв продовжував просувати ідеї Леніна навіть після його смерті. 1924 року за ініціативою Зінов'єва як голови Петроградської Ради Петроград було перейменовано на Ленінград.
У 1922 році Григорій Зінов'єв та Лев Каменєв запропонували призначити Сталіна на пост Генерального секретаря ЦК ВКП(б). Він також активно співпрацював з ним у форматі «трійки Каменєв-Сталін-Зінов'єв» у політичній боротьбі проти Льва Троцького.
Але вже у 1925 році Зінов'єв від імені «нової опозиції» виступає проти Сталіна.
У 1926 року його було виключено з Політбюро, відсторонено від керівництва Виконкомом Комінтерну. У 1927 році через контакти з Троцьким Зінов'єва вивели з ЦК, виключили з партії та вислали в Калугу.
Після каяття у 1928 році він був поновлений у партії та призначений ректором Казанського університету. Наприкінці 1932 року знову виключений з партії та висланий в Кустанай. 1933 року поновлений в рядах ВКП(б) та направлений на роботу в Центросоюз, займається літературною діяльністю, входить до редколегії журналу «Большевик» та пише біографію Карла Лібкнехта для серії «ЖЗЛ».
У грудні 1934 року він знову заарештований та засуджений до 10 років ув'язнення у справі «Московського центру». У тюрмі пише звернення до Сталіна, в якому говорить:
|  | У моїй душі палає бажання: довести Вам, що я більше не ворог. Немає такої вимоги, яку б я не виконав, щоб довести це… Я доходжу до того, що дивлюся на Ваші та інших товаришів портрети у газетах з думкою: рідні, погляньте-но у мою душу, невже ви не бачите, що я не ворог ваш більше, що я ваш душею та тілом, що я зрозумів усе, що я готовий зробити усе, щоб заслужити пробачення, поблажливість… |

24 серпня 1936 року засуджений до розстрілу у сфабрикованій справі так званого Антирадянського об'єднаного троцькістсько-зінов'євського центру. Був убитий разом з Львом Каменєвим у приміщенні Воєнної колегії Верховного Суду СРСР. При розстрілі були присутні голова НКВС Генріх Ягода, його заступник Микола Єжов та керівник охорони Сталіна Карл Паукер. Реабілітований у 1988 році.